# Linothele paulistana
Linothele paulistana är en spindelart som först beskrevs av Cândido Firmino de Mello-Leitão 1924.  
Linothele paulistana ingår i släktet Linothele och familjen Dipluridae. Inga underarter finns listade i Catalogue of Life.